# Zwisogłówka wiosenna
Zwisogłówka wiosenna (Loriculus vernalis) – gatunek małego ptaka z rodziny papug wschodnich (Psittaculidae), podrodziny dam (Loriinae). Występuje w południowej i południowo-wschodniej Azji. Niezagrożony wyginięciem.

## Taksonomia
Po raz pierwszy gatunek opisał Anders Sparrman w 1787. Nie podał, skąd pochodził holotyp, ustalono jednak, że miejsce typowe to Cachar (północno-wschodnie Indie). Sparmann przydzielił gatunkowi nazwę Psittacus vernalis; vernalis oznacza z łaciny „wiosenny” (ver, veris – wiosna). IOC umieszcza zwisogłówkę wiosenną w rodzaju Loriculus. Wyróżnia 2 podgatunki. Proponowane wydzielenie do rangi trzeciego podgatunku (L. v. rubropygialis) populacji ptaków zamieszkujących obszar południowych Indii nie zostało przyjęte.

## Podgatunki i zasięg występowania
IOC wyróżnia następujące podgatunki:
- L. v. vernalis (Sparrman, 1787) – południowo-zachodnie i wschodnie Indie, centralny Nepal na wschód po Asam, Bangladesz, skrajnie południowo-zachodnie Chiny (Junnan), południowo-wschodnia Azja z wyjątkiem południowej Tajlandii i Półwyspu Malajskiego; także Andamany[6]
- L. v. phileticus Deignan, 1956 – południowa Mjanma (archipelag Mergui i południowa część prowincji Taninthayi), północna część Tajlandii[6]

## Morfologia
Długość ciała około 13 cm. Masa ciała około 28 g. Pozostałe wymiary: długość skrzydła 86–94 mm, ogona 33–38 mm, dzioba 10–13 mm, a skoku 11–13 mm. Występuje dymorfizm płciowy; samicę odróżnia bardziej matowe upierzenie i mniejsza niebieska plama na gardle. Ogółem u dorosłego głowa jaskrawozielona, na brodzie pióra przybierają jaśniejszą i bardziej żółtawą barwę. Pozostałą część wierzchu ciała pokrywają pióra zielone, zaś w niższej części grzbietu, na kuprze i pokrywach nadogonowych szkarłatne. Zieleń pokryw skrzydłowych nieznacznie ciemniejsza od zieleni wierzchu ciała. Lotki I rzędu jasnozielone, chorągiewki wewnętrzne czarniawe; na najbardziej zewnętrznych lotkach chorągiewki zewnętrzne posiadają niebieskawy nalot. Spód ciała żółtozielony, na gardle niebieska plama. Sterówki z wierzchu zielone, od spodu niebieskie. Dziób koralowoczerwony z żółtą końcówką; tęczówka brązowa po białożółtą; nogi i stopy jasnobrązowe po żółtopomarańczowe.

## Ekologia
Zwisogłówka wiosenna zamieszkuje szeroką gamę środowisk, od lasów wiecznie zielonych po takie, w których drzewa zrzucają liście; także skraje lasów, miejsca po wycince, lasy wtórne, zakrzewienia, zarośla bambusów, sady i zaniedbane plantacje. Spotykana do około 2000 m n.p.m. Ptaki przebywają zarówno w parach, jak i grupach rodzinnych i luźnych stadach liczących do 50 osobników. Żerują na nektarze kwiatów kwitnących drzew, np. koralodrzewi (Erythrina), na owocach, np. wigowców (Ficus), gujawy pospolitej (Psidium guajava) oraz na różnych obfitych w jagody lub nasiona roślinach, także bambusach i rzewni (Casuarina). Mogą też pić wino palmowe z pojemników i odurzać się nim; niekiedy powodują zniszczenia w sadach. Podczas żwawej i zręcznej wspinaczki zwisogłówki wiosenne posługują się zarówno nogami, jak i dziobem. Kiedy odpoczywają, czyszczą pióra lub śpią, zwisając do góry nogami, na jednej lub dwóch stopach. Młode ptaki niekiedy śpią w zwykłej pozycji.

### Lęgi

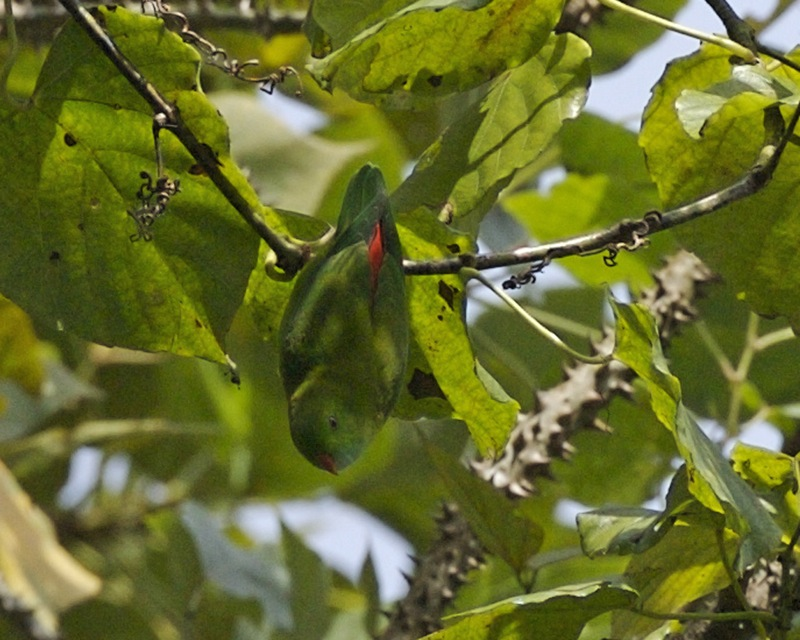
Zwisająca zwisogłówka wiosenna. Thattekad Bird Sanctuary, Kerala, Indie

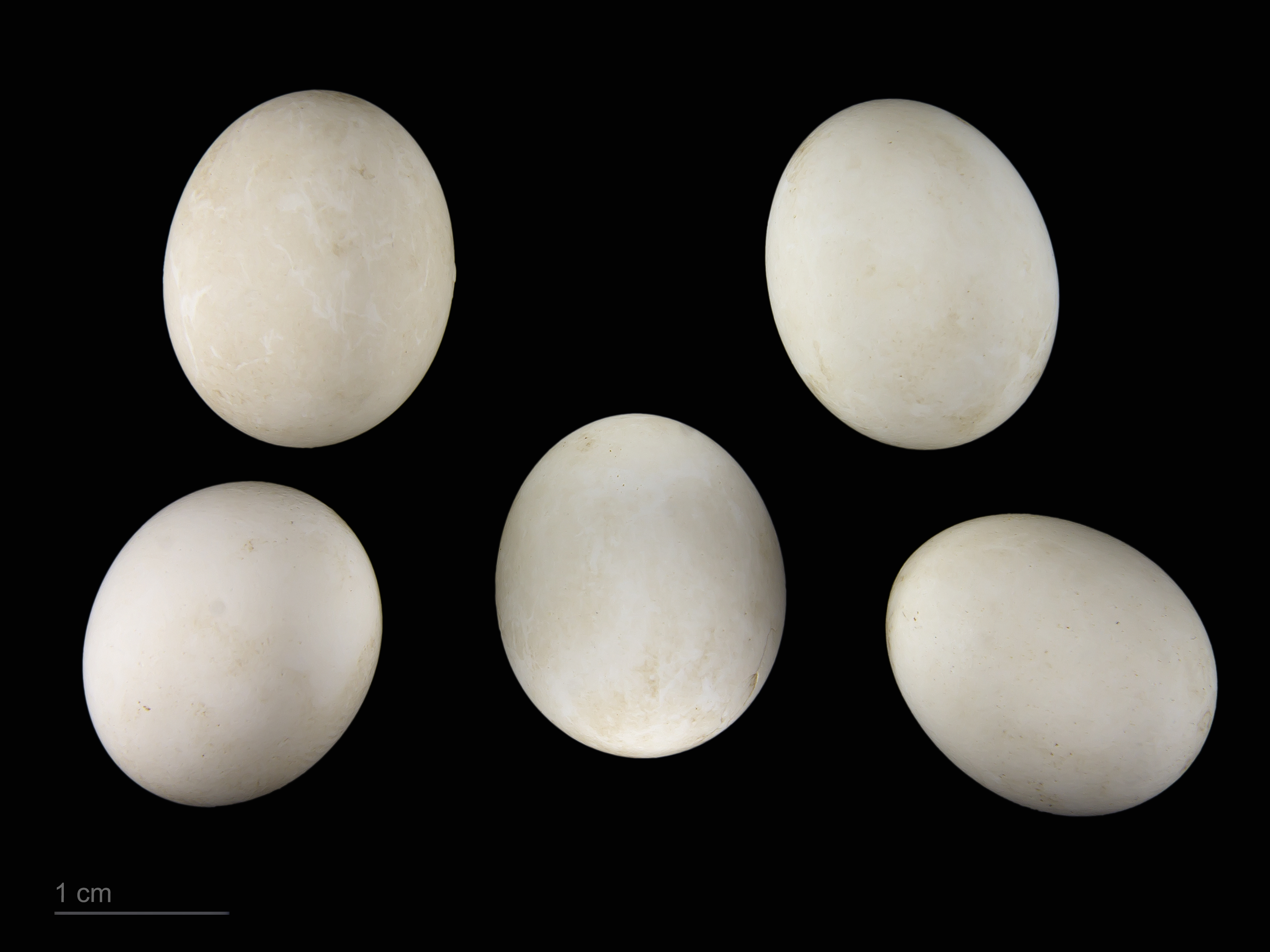
Jaja z kolekcji muzealnej

Okres lęgowy trwa od stycznia do kwietnia. Podobnie jak przedstawiciele Agapornis, zwisogłówki wiosenne zbierając materiał na gniazdo transportują go wetknięty pomiędzy pióra konturowe. Odrywają kawałki kory, liści lub innej materii roślinnej, które zanoszą do dziupli w próchniejącym pniu. Ptaki niekiedy same powiększają otwór wejściowy. Komora gniazdowa liczy do metra długości; wyjątkowo może sięgać pod poziom gruntu, jednak najczęściej wejście do dziupli leży 2–10 m nad ziemią. W zniesieniu od 2 do 4 jaj, skorupka biała, niekiedy brązowo poplamiona. Samica bardzo wytrwale wysiaduje przez 22 dni. W karmieniu piskląt pomaga jej samiec. Po blisko 5 tygodniach młode opuszczają gniazdo.

## Status i zagrożenia
Przez IUCN gatunek klasyfikowany jest jako najmniejszej troski (LC, Least Concern) nieprzerwanie od 1988 (stan w 2020). Liczebność populacji nieznana, jej trend uznawany za stabilny ze względu na duży zasięg i brak widocznych zagrożeń.